# ジャパン・サムライ・ベアーズ
ジャパン・サムライ・ベアーズ（Japan Samurai Bears）は、アメリカ合衆国のプロ野球独立リーグのゴールデンベースボールリーグ（GBL）に2005年のみ加盟していた、日本人だけのクラブチームである。通称はサムライ・ベアーズ。

## 歴史

### GBL時代
将来プロ野球選手を目指したり、あるいは過去にプロ経験がありながら解雇された選手などによるトライアウト（入団オーディション）の合格者や、リーグの副コミッショナーである江本孟紀の人脈などを中心に24人程度の選手が参加していた。監督には元読売ジャイアンツのウォーレン・クロマティが就任。選手の賃金は最低700ドル。
2005年はホームグラウンドがないため、カリフォルニア州、アリゾナ州の他7球団の球場をバス1台で移動。ホテル暮らしを続けていたためトラベリング・チームとも言われた。球場に現れるカブトをかぶったクマの着ぐるみのマスコットキャラクターは通称「サミー」。
選手には、五十嵐貴章（元ヤクルト）や青木智史（元広島）、エクスポズ傘下の3Aオタワでのプレー経験がある根鈴雄次らがいた。投手コーチには堀井恒雄（元横浜）を迎えていた。トレーナーにはドジャース等で経験を積んだNATA公認トレーナー及び米国の医師免許を持つ友広隆行が就いた。
クロマティは指導者としての経験が浅く、選手起用面で試行錯誤を繰り返し、甲子園で松井秀喜を5打席連続敬遠した経験がある河野和洋（専修大学-ヤマハ）ら当初の選手の半分以上に戦力外通告し、選手を入れ替えた。しかし、クロマティはファンや選手、審判とのトラブルが続き、シーズン終了間際に解雇された。
2005年のシーズン成績は33勝57敗で、リーグ最下位に終わった。観客動員数が伸び悩んでいたため、リーグ再編によるチーム削減対象に選ばれ、わずか1年でアメリカ独立リーグから撤退し、チームは解散した。
敵地のうち、カリフォルニア州フラートンには在米邦人らでつくる応援団「侍熊会」があり、日本人留学生らが浴衣を着たり、太鼓をたたいたりして観戦している姿がみられた。

### その後
シーズン終了後に日本に帰国した選手達は、サムライ・ファイヤーバーズとして、江本孟紀監督のもと試合を行った。
- 9月10日 サムライ 11-1 相模原クラブ
- 9月12日 サムライ 3-4 湘南シーレックス（横浜ベイスターズの二軍）
- 9月15日 サムライ 12-4 NOMOベースボールクラブ
- 9月18日 サムライ 3-7 阪神タイガース2軍
- 10月23日 サムライ 6-14 旭中央クラブ

その後、社会人野球のクラブチーム「京都ファイアーバーズ（現：京都城陽ファイアーバーズ）」に名前を改めて再スタートした。ただし、サムライ・ベアーズに在籍していた選手は全員、2006年までに同チームを去っている。
アメリカでは2007年にグラウンド内外でのチームの姿を追ったドキュメンタリー映画『Season of the Samurai』が製作・公開された。

## 主な所属していた選手一覧
- 青木智史
- 山内浩史
- 石橋史匡
- 根鈴雄次
- 五十嵐貴章 - 当チーム解散後、京都ファイアーバーズに所属した
- 村西辰彦
- 長坂秀樹
- 上野啓輔
- 池永大輔